# Juan Pedro López
Juan Pedro López Pérez (Lebrija, 31 de julho de 1997) é um ciclista espanhol membro da equipa Trek-Segafredo.
Como amador ganhou o Troféu Guerrita, o Grande Prêmio Mungia-Memorial Agustín Sagasti e a Volta ao Bidasoa.
Em agosto de 2019 passou ao Trek-Segafredo como stagiaire e posteriormente assinou por dois anos com a mesma equipa.

## Palmarés
- 2019
  - 1 etapa do Giro do Vale de Aosta